# Philautus acutus
Philautus acutus là một loài ếch trong họ Rhacophoridae. Chúng được tìm thấy ở Malaysia và có thể cả Brunei.
Môi trường sống tự nhiên của chúng là các khu rừng vùng núi ẩm nhiệt đới hoặc cận nhiệt đới.